# Lakshmisagara, Tarikere
Lakshmisagara là một làng thuộc tehsil Tarikere, huyện Chikmagalur, bang Karnataka, Ấn Độ.